# Polia askolda
Polia askolda là một loài bướm đêm trong họ Noctuidae.